# Atrophaneura horishanus
Espèce
Statut de conservation UICN

NT : Quasi menacé
Atrophaneura horishanus, ou Machaon aurore ou Atrophaneura horishana, est une espèce de lépidoptères (papillons) de la famille des Papilionidae. Cette espèce est endémique de Taïwan et vit dans les forêts montagneuses du centre de l'île. 

## Description

### Imago
L'imago mesure de 11 à 13 cm d'envergure. Il y a un net dimorphisme sexuel. Chez les deux sexes le corps est cramoisi, la partie supérieure de l'abdomen et du thorax est noire, le dessous du thorax est également noir. Les ailes antérieures sont gris ou brun foncé avec des veines noires. Les ailes postérieures sont dentelées et présentent au revers une coloration cramoisie dans leur partie inférieure, marquée de sept points noirs. Les couleurs de la femelle sont moins vives que celles du mâle. En revanche l'avers du mâle est entièrement noir alors que l'avers de la femelle est plus clair, avec une coloration rosée et sept points noirs sur les ailes postérieures. Le mâle possède également des androconies blanches (écailles émettant des substances odoriférantes) dans la partie anale des ailes postérieures.

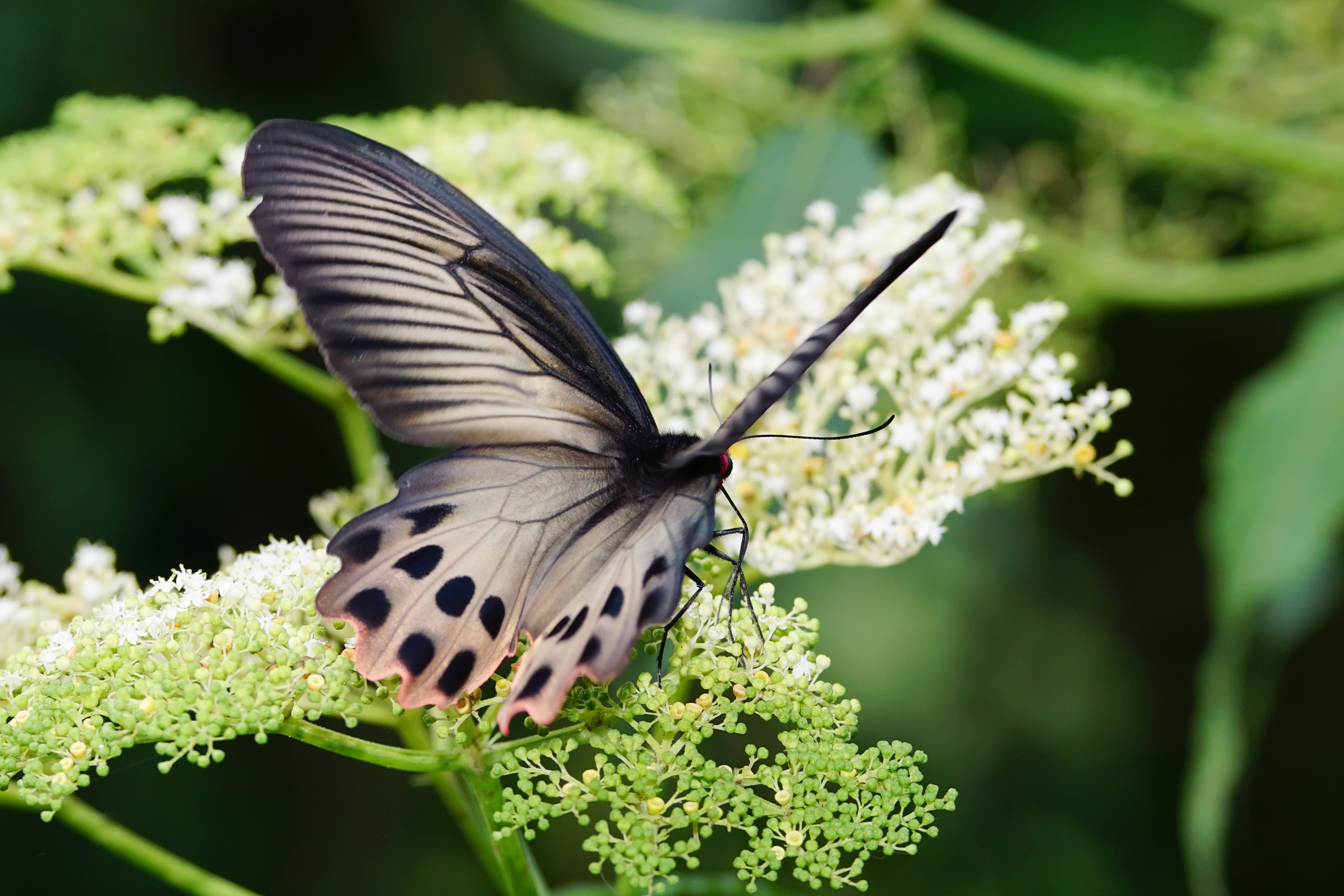
Atrophaneura horishanus femelle
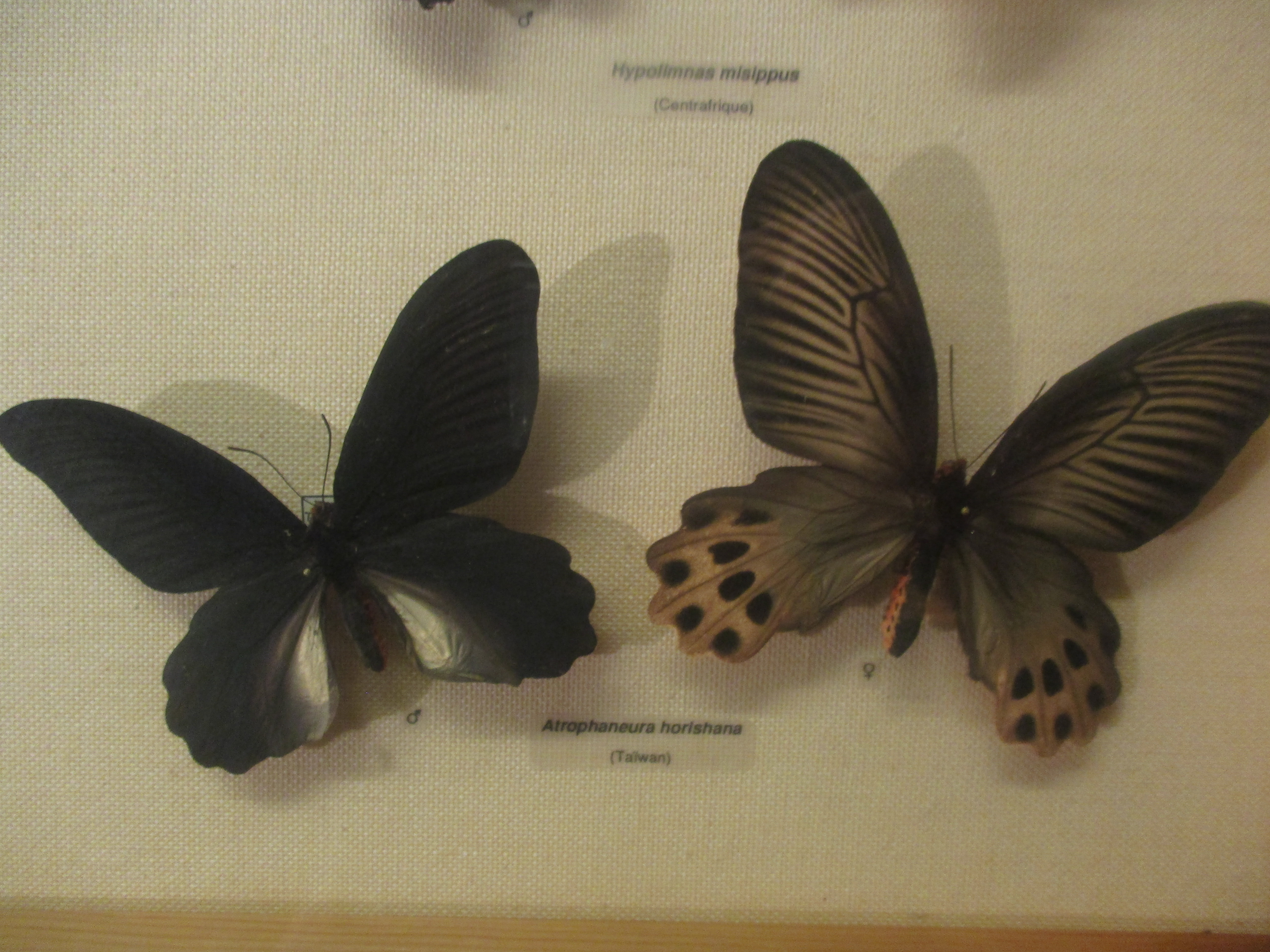
Atrophaneura horishanus mâle (à gauche) et femelle (à droite), avers
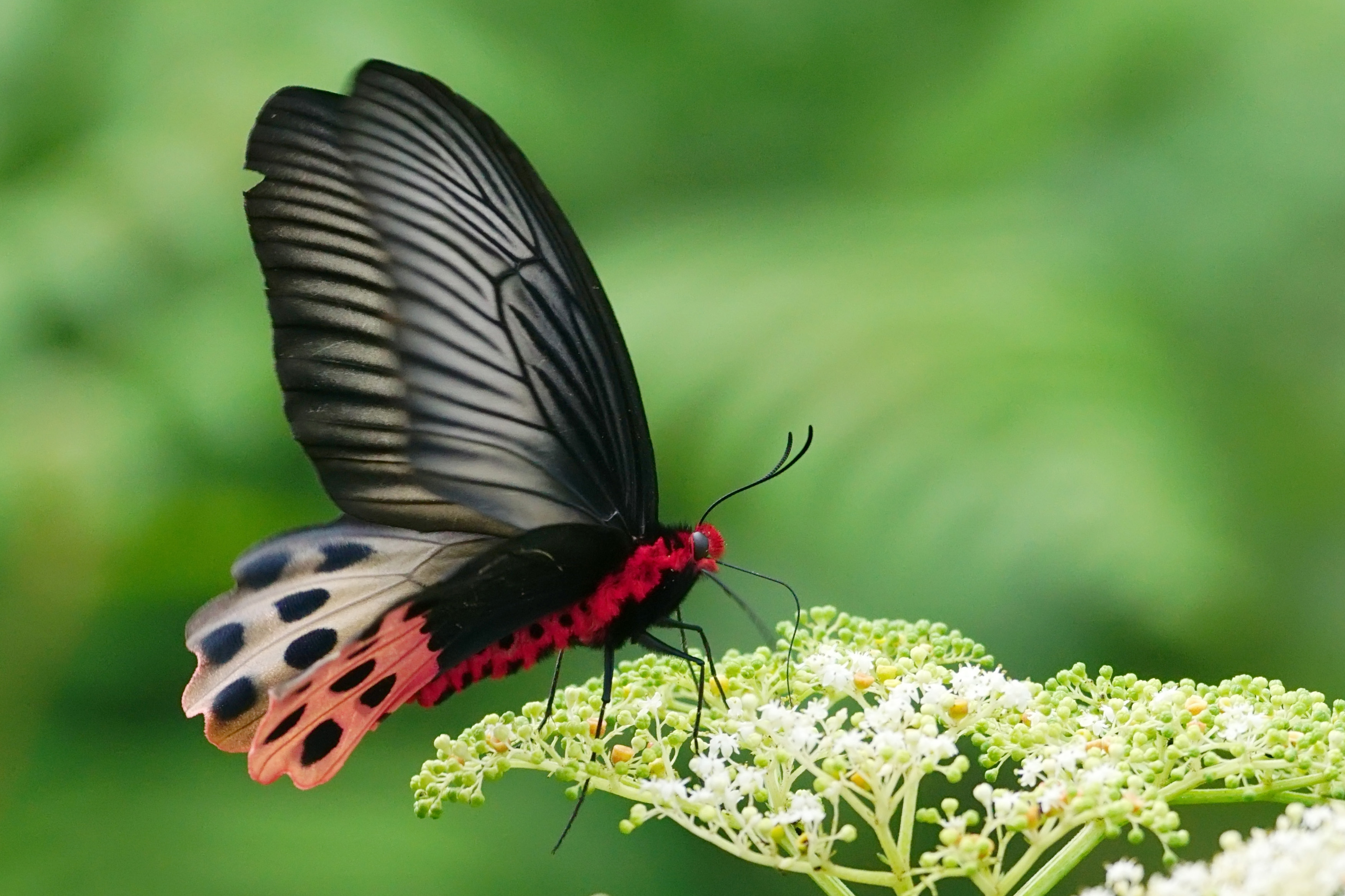
Atrophaneura horishanus femelle

### Juvéniles
Les œufs sont jaunes, ronds et côtelés. Les chenilles sont brun foncé avec des motifs noirs. Elles portent plusieurs rangées d'épines à l'extrémité arrondies, brunes à la base et rouge orangé à l'extrémité, ainsi que quelques épines blanches. La chrysalide est orangée et porte une série de protubérances sur l'abdomen qui lui permettent d'imiter une feuille morte. Elle est attachée à son support par son cremaster et maintenue à la verticale par une ceinture de soie.

## Écologie
L'espèce est probablement univoltine et vole de juillet à décembre. Les plantes hôtes de cette espèce sont Aristolochia shimadai et Aristolochia liukiuensis. La femelle dépose ses œufs isolément sur la plante hôte. 
Les chenilles possèdent un osméterium (comme toutes les chenilles de Papilionidae), organe cornu qu'elles sortent quand elles se sentent menacées et qui émet une substance malodorante. Elles semblent avoir développé un mécanisme de résistance au froid et peuvent se nourrir même en hiver. Les chenilles sont solitaires et passent par 5 stades avant de se nymphoser. Elles sont probablement vénéneuses, comme le sont habituellement les espèces qui se nourrissent d'aristoloches. Une fois les chenilles parvenues à maturité elles se changent en chrysalide sur une tige ou une brindille.  
Les adultes se nourrissent de nectar de fleurs, en particulier celles de Sambucus chinensis. Ils se réunissent en vastes essaims en juillet et août. Bien que préférant les altitudes moyennes ils descendent à des altitudes moins élevées lorsque la température diminue. 

## Habitat et répartition
Ce papillon est endémique de Taïwan et vit dans les zones montagneuses du centre de l'île. Il vit généralement entre 1000 et 2500 m d'altitude et n'est abondant que dans les forêts primaires tropicales humides. Il est présent dans plusieurs aires protégées, notamment dans les parcs nationaux de Taroko, Shei-pa et Yushan.

## Systématique
Atrophaneura horishanus a été décrit pour la première fois par l'entomologiste japonais Shonen Matsumura dans la revue Entomologische Zeitschrift, sous le nom Papilio horishanus. Le nom de l'espèce, horishana, vient de Horisha, nom japonais du canton de Puli duquel provenait le premier spécimen décrit. L'espèce a ensuite été placée dans le genre Atrophaneura décrit en 1865.

### Synonymie
D'après funet : 
- Papilio horishanus Matsumura, 1910
- Papilio sauteri, Hayne, 1913
- Atrophaneura horishana Chou, 1994

## Atrophaneura horishanuset l'Homme

### Menaces et conservation
L'espèce est considérée comme presque menacée par l'UICN. En effet elle pourrait être menacée par les prélèvements à destination des collectionneurs ainsi que par la destruction rapide de son environnement. En effet d'après WWF, si 52% de la surface de Taïwan est couverte de forêts, il s'agit en majorité de plantation d'espèces d'arbre non indigènes, alors qu'Atrophaneura horishanus n'est abondant que dans les forêts primaires.

### Noms vernaculaires
Atrophaneura horishanus est surnommé "Aurora swallowtail" en anglais et "Machaon de l'aube" (曙鳳蝶) en chinois, en raison de la couleur des ailes postérieures de la femelle qui évoque la couleur de l'aurore.

### Philatélie
Cette espèce figure sur quelques timbres, essentiellement chinois ou taïwanais, notamment un timbre de Taïwan de 1977 et un timbre chinois de 1999.